# Spirit Airlines

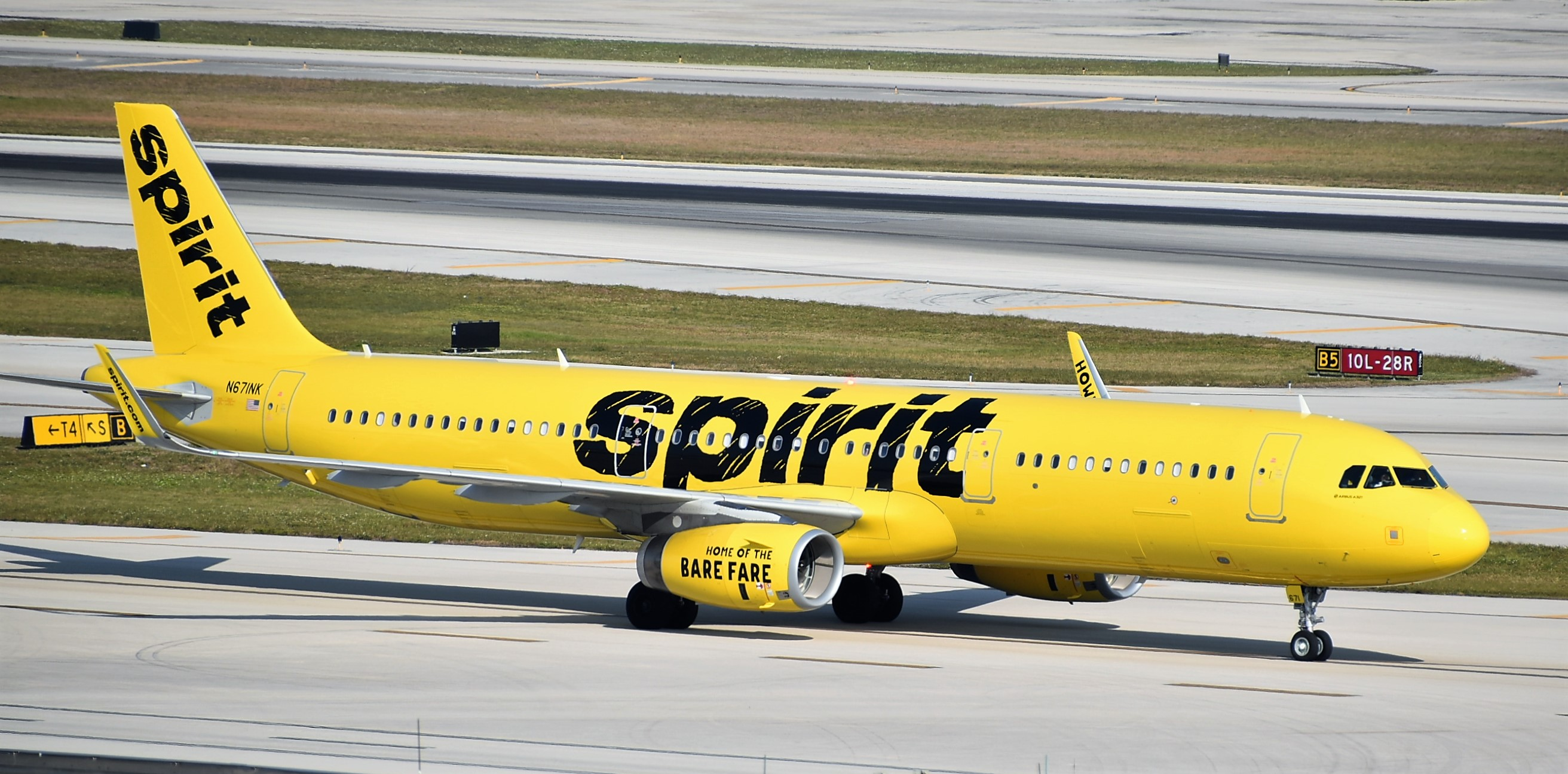
Airbus A321 na lotnisku Fort Lauderdale-Hollywood

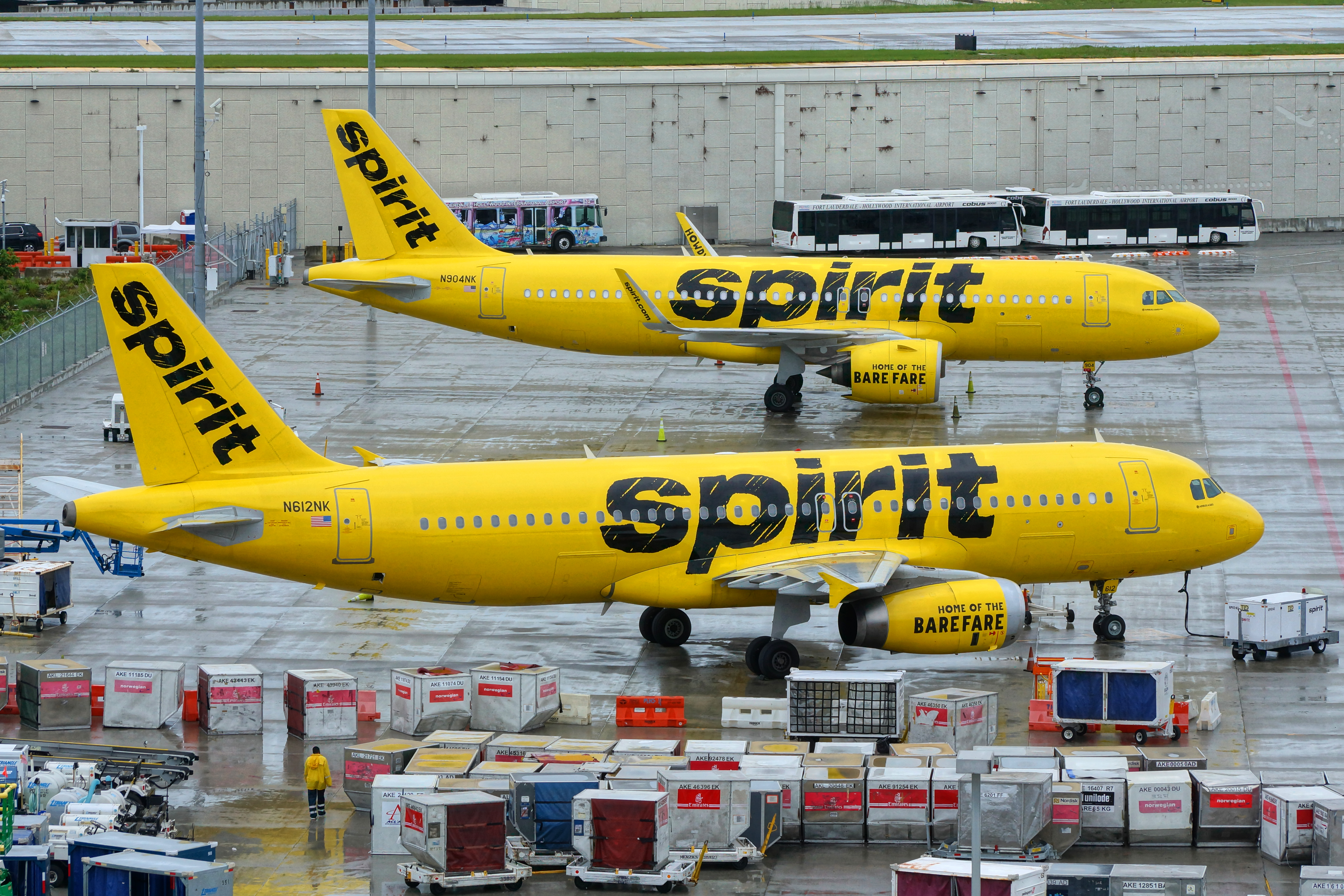
Samoloty Airbus A320 na płycie postojowej na lotnisku Fort Lauderdale-Hollywood

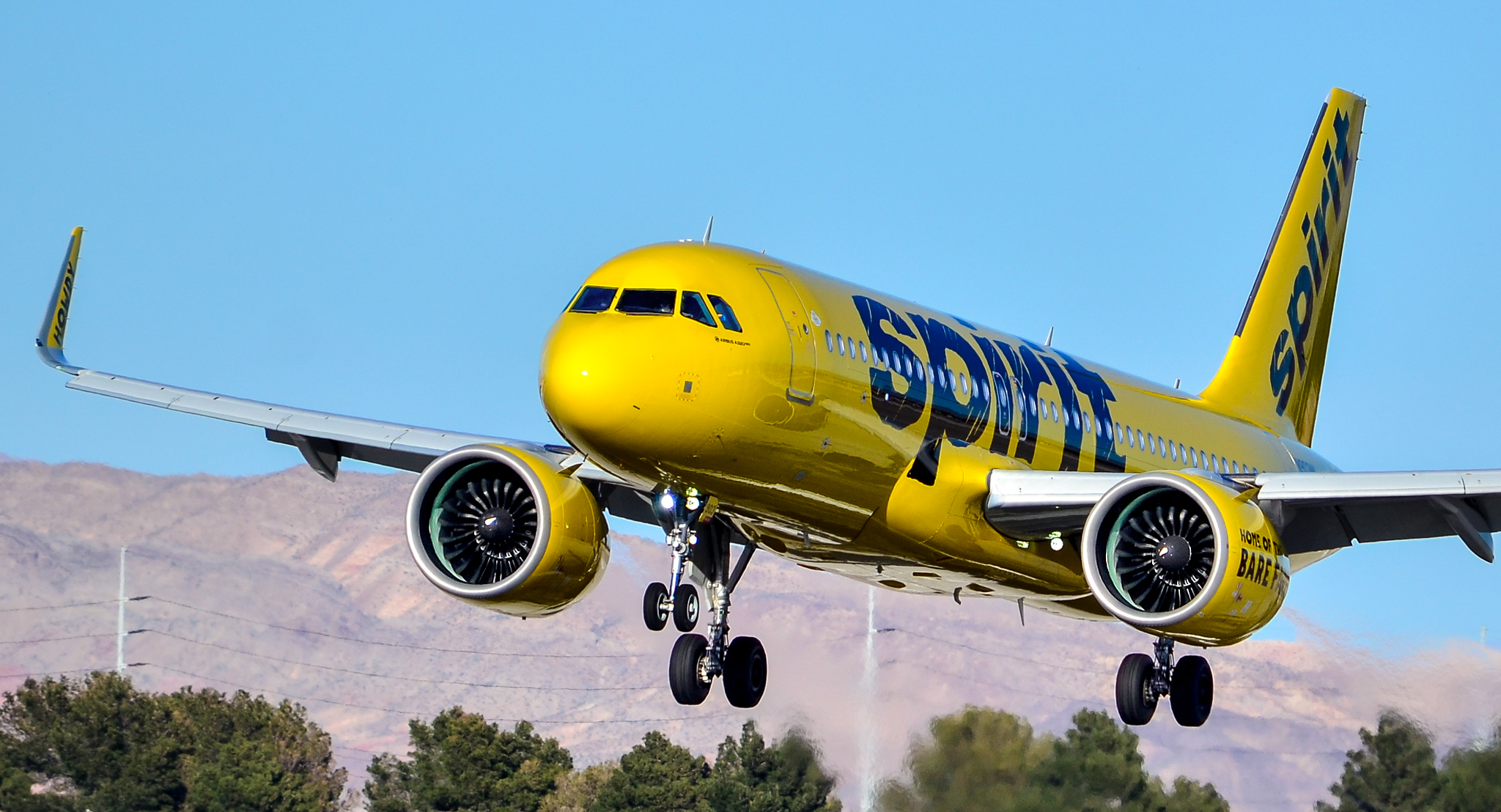
Airbus A320 lądujący na lotnisku Las Vegas-McCarran

Spirit Airlines – amerykańska tania linia lotnicza z siedzibą w Miramar, w stanie Floryda.
Spirit obsługuje regularne loty w całych Stanach Zjednoczonych oraz na Karaibach i Ameryce Środkowej. Linie lotnicze obsługują bazy operacyjne załóg zlokalizowane w portach lotniczych: Atlantic City, Baltimore, Chicago-O’Hare, Dallas-Fort Worth, Fort Lauderdale, Las Vegas i Orlando. W 2020 zatrudniała 8 938 pracowników. Linia była najczęściej wymieniana w skargach pasażerów do federalnego Departamentu Transportu Lotniczego w latach 2009–2013.
Agencja ratingowa Skytrax przyznała linii trzy gwiazdki.

## Flota
Według stanu na marzec 2025 flota Spirit Airlines składała się ze 193 samolotów o średnim wieku 5,8 lat:
| Samolot         | Samolot | Samolot   | Liczba miejsc | Liczba miejsc | Liczba miejsc | Uwagi |
| Model           | Aktywne | Zamówione | B             | E             | Łącznie       | Uwagi |
| --------------- | ------- | --------- | ------------- | ------------- | ------------- | ----- |
| Airbus A320-200 | 50      | -         | 8             | 174           | 182           |       |
| Airbus A320neo  | 91      | -         | 8             | 174           | 182           |       |
| Airbus A321-200 | 22      | -         | 8             | 220           | 228           |       |
| Airbus A321neo  | 30      | 3         | 8             | 227           | 235           |       |
| Łącznie         | 193     | 3         |               |               |               |       |